# Kalac (Republika Serbska)
Kalac (cyr. Калац) – wieś w Bośni i Hercegowinie, w Republice Serbskiej, w gminie Bileća. W 2013 roku liczyła 15 mieszkańców.